# Parapercis elongata
Parapercis elongata és una espècie de peix de la família dels pingüipèdids i de l'ordre dels perciformes.

## Descripció
- Cos força allargat, amb el cap de color violat i una mica de color taronja a sota dels ulls, 3 línies grogues estenent-se des de la part anterior dels ulls i el dors de color groc oliva i sense punts foscos.
- 4-5 espines i 20-24 radis tous a l'aleta dorsal i 1 espina i 16-20 radis tous a l'anal.[7][8]

## Hàbitat i distribució geogràfica
És un peix marí, demersal i de clima tropical, el qual viu al Pacífic occidental central: el Vietnam.

## Observacions
És inofensiu per als humans.